# Marianne Borgen
Marianne Borgen (Oslo, 2 de juny de 1951) és una sociòloga i política noruega del Partit Socialista d'Esquerra. Des del 21 d'octubre de 2015 és l'alcaldessa d'Oslo.
Borgen va acabar l'educació secundària a l'escola Sofienberg el 1975, i més tard es va graduar en Sociologia a la Universitat d'Oslo el 1979. Mentre estudiava era periodista del diari Universitas, del 1976 al 1978. Ha treballat com a consultora en el Ministeri d'Administració Local i Treball durant la temporada 1979-1985, com a Defensora del Menor a Noruega des del 1985 al 1995, com a governadora d'Oslo i d'Akershus la temporada 1995-1997 i després al Save the Children de Noruega.
Com a política, Borgen era membre del consell de la ciutat del 1973 fins al 1976, i de l'ajuntament de la ciutat d'Oslo durant la temporada 1979-1983 i també des del 1995 fins a l'actualitat. Fou també representant adjunt d'Oslo al Parlament de Noruega durant les temporades 1989-1993, 1993-1997, 1997-2001 i 2001-2005. En total, es va reunir durant divuit dies de sessió parlamentària. El 2007 va ser candidata del Partit Socialista d'Esquerra per convertir-se en alcaldessa d'Oslo, càrrec que obtingué vuit anys després, acabades les eleccions del 2015.
Borgen era membre de la junta de l'Hospital Lovisenberg durant la temporada 1992-1994 i membre del directori adjunt d'Investigacions Socials de Noruega del 1996 al 2001. També ha coadministrat projectes d'investigació per al Consell d'Investigació de Noruega. Entre el 1994 i el 1996 i des del 2006 és membre de la junta de l'Hospital Aker.